# Champéry
Champéry is een gemeente en plaats in het Zwitserse kanton Wallis, en maakt deel uit van het district Monthey.
Champéry telt 1317  inwoners (gegevens 2018).
In Champéry eindigt de Spoorlijn Aigle - Champéry waarmee de plaats al sinds 1908 per trein bereikbaar is vanuit het Rhônedal. Door Champéry stroomt de rivier de Vièze die even boven Champéry ontspringt en bij de plaats Monthey uitmondt in de Rhône.
Het skigebied van Champéry maakt deel uit van het Frans-Zwitserse skigebied Portes du Soleil. In de zomer leent het gebied zich voor wandelen en mountainbiken.

## Geschiedenis
De eerste vindplaats van de naam Champery stamt uit 1286.
Champéry werd in 1839 een zelfstandige gemeente, met op dat moment ongeveer 500 inwoners. Voor die tijd behoorde de plaats tot de gemeente Val-d'Illiez. Het toerisme kwam in Champéry vroeg op gang met de opening van het Hôtel de la Dent-du-Midi in 1857. Enige jaren later werd op initiatief van Emmanuel Défago een toeristisch wandelpad aangelegd (deels uitgehakt) langs een rotswand bij Champéry; in 1864 opende dit pad dat nog altijd de Galérie Défago heet.

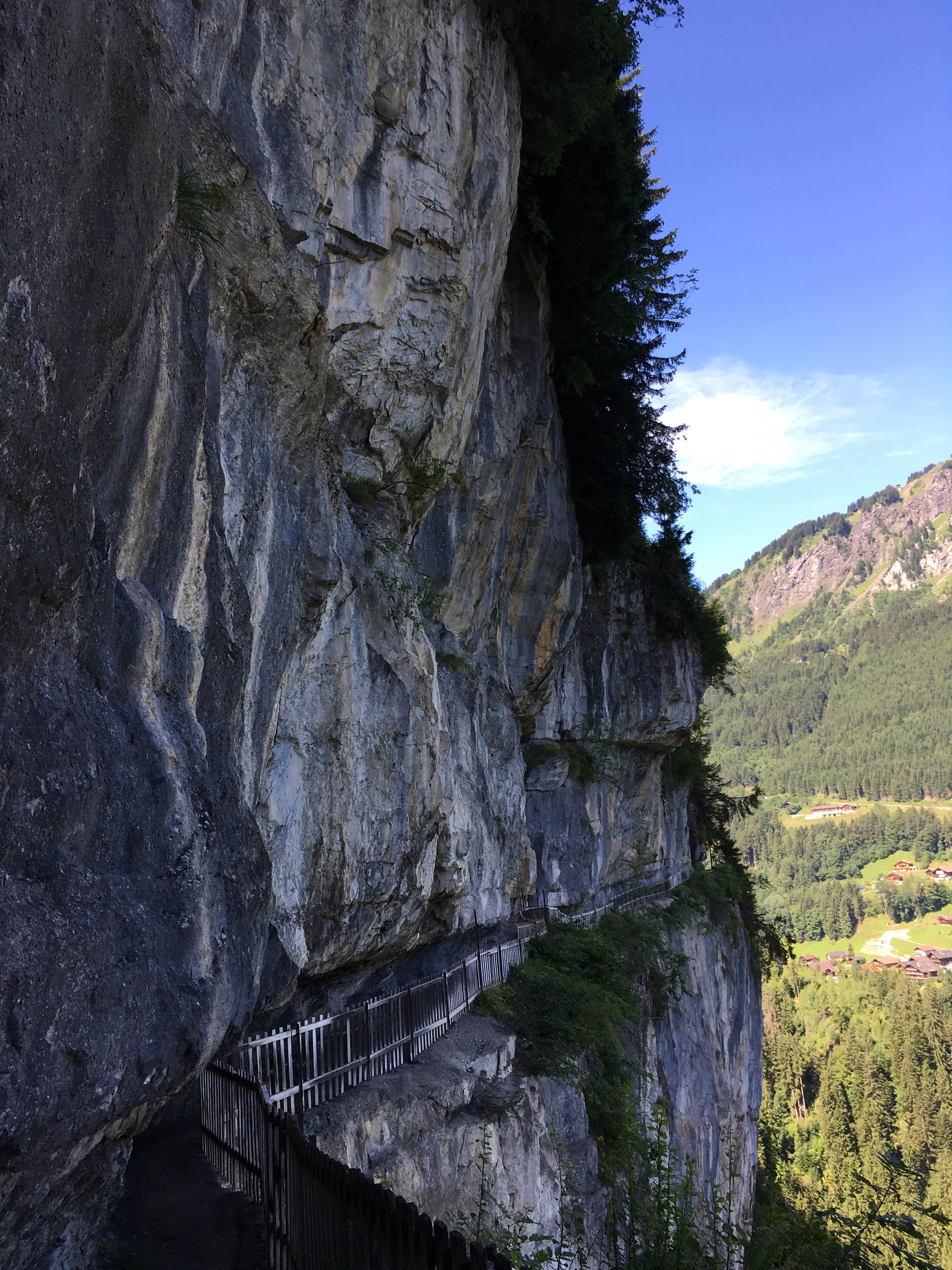
Champéry, Switzerland, the Galérie Défago footpath